# Chițcanii Vechi, Telenești
Chițcanii Vechi este satul de reședință al comunei cu același nume  din raionul Telenești, Republica Moldova, care apare în documentele vremii cu numele de Piscani, Nițcani, Tețcani, Tețcanii Vechi, Chițcani și Chițcanii Vechi.
A fost atestată pentru prima dată la 26 martie 1666, cu denumirea Piscani, într-un document în care se arată că Gligoraș, feciorul Duduței, i-a vândut lui Sturza partea de moșie a mamei sale din satul Piscani de pe Răut. În anul 1772 moșia aparținea lui Dumitrașcu Sturza, hatman la Domnia Moldovei și cuprindea un număr de 22 de gospodării. În urma recansămîntului populației din ținutul Orhei - Lăpușna din anul 1774 s-a constatat că în Chițcani trăiau 17 volintiri, 3 birnici, un preot  și o femeie săracă, cu următoarele nume și prenume: Vasile, Andrii, Ștefan, Brehuță, Berco, Socolan, Giulescu, Șfedu, Țanga, Stahi, Tihomi, Grigoraș, Boiță, Armaș, Bălan, Bahul, Micăilă, Popa, Nastasie.
De-a lungul timpului pământul satului a fost stăpânit de două dinastii cunoscute - Sturza (Ilie Sturza - 1666, Toader și Chiriac Sturza - 1709, Dumitrașcu Sturza - 1774, Grigoraș Sturza - 1817, Mihai Sturza - 1835) și Sinadino (Ioan și Victor Sinadino - 1877). Un alt proprietar de terenuri în Chițcanii Vechi, comerciantul englez Richard Cartațki, apare reclamant într-un litigiu cu Sandulachi Fedosiu. Procesul a ajuns până la curtea țarului N. P. Romanov  care i-ar fi spus guvernatorului Basarabiei, generalului Pavel Fiodorov: ”Dacă dvoreanul Sandulachi din Șerbeni duce lipsă de pământ, îi dau trei mii de hectare pe râul Amur, numai să nu ne implice în gâlceavă cu cetățenii Angliei”.
La 1812, în moșia din Chițcani, stăpânită de vistiernicul Grigore Sturza, erau înregistrate 36 de familii țărănești, o familie de mazili și o familie de ruptași. În biserica de lemn din sat, construită în anul 1771 alături de o biserică mai veche, slujeau doi preoți, un diac și un dascăl. La 27 iunie 1813, la un an după anexarea Basarabiei de către Rusia, cinci țărani din Tețcani (Ioan Vornic, Agapi Buță,  Ion Șchiopu, Grigore Popa și Vasile Matveev) s-au plâns Guvernului regional basarabean asupra serdarului de Orhei, care îi mâna la munci istovitoare de corvoadă. Ei munciseră gratuit 13 zile la fortificațiile de la Hotin,  căraseră bârne din pădurea Teleșeu  la Chișinău și Chilia, precum și din Pădurea Frumoasei la Mogilău.
Potrivit recensământului din anul 1859 în Chițcani existau 108 gospodării, 298 bărbați și 329 femei. Pământul arabil aparținea boierului Cartațki. În anul 1904 satul avea 192 gospodării și 1152 de suflete, biserică, școală elementară, 570 vite mari, vii și grădini, iar în anul 1923 - 350 de familii cu 586 bărbați și 616 femei. În anul  1991 Chițcanii Vechi avea un număr de 2062 locuitori. În anul 1922 instituția română "Casa Noastră" a repartizat la 192 de nevoiași din Chițcani 662 ha de pământ confiscat din moșia boierului Ovaliu, care avea reședința în Căzănești.
Dicționarul statistic al Basarabiei, întocmit pe baza recensămîntului  populației din  anul 1902, și concretizat prin datele statistice ale primăriilor în 1922- 1923, ne informează: Chițcanii-Vechi  sau Tețcanii Vechi (Nițcani). În anul 1854 s-a ridicat în piatră biserica  "Sfântul Gheorghe". Din anul 1819 satul este considerat comună. Distanța până la capitala județului Orhei - 40 km.  Însemnări geografice: regiune de colină. Dealul: Chițcanului, pârâul: Răut. Clădiri: - locuite 350, - nelocuite 14,- menajuri 245. Locuitori: bărbați- 586, femei -616, total- 1202. Însemnări economice:  o grădină de zarzavat. Însemnări administrative: școală primară  mixtă, biserică ortodoxă, poștă rurală, primărie, trei cârciumi. Distanța: Chișinău - 80 km, Rogojeni - 30 km, Negureni -1 km.
- După anul 1918 primar în Chițcanii Vechi a fost Andrei Găină, fiul lui Petru Găină, deputat în Sfatul Țării care a votat la 27 martie pentru unirea Basarabiei cu România.
- În anul 1924 satul număra 1202 locuitori și îl avea în frunte pe primarul Petrache Simion, ca notar pe Neofit Delinschi, iar ca preot paroh pe Dumitru Stoicov. Cârciumari erau Anton Danil, Fișman Haica, Moșcu Culuț, Munteanu Leon, Șor Danil, iar morar - V. Rabinovici. În anul 1933 Chițcanii Vechi avea 269 copii între 5 și 16 ani, fiind înscriși în catalog 187. Învățătoare era Olga Cernețchi, căsătorită, în vârstă 28 ani, încadrată în funcție în anul 1925.
- În anii premergători anexării Basarabiei de către Uniunea Sovietică primar în Chițcani a fost Vasile Găină, iar profesori la școala din localitate erau Raisa Marandici (fiica deputatului Andrei Găină), Ion Marandici ș. a. Vasile Găină, fiul lui Ion Găină, născut în anul 1898, a fost arestat în noaptea de 12/13 iunie 1941, deținut și exterminat în lagărul sovietic de concentrare Ivdel, regiunea Sverdlovsk. Soția sa - Maria și fiica cea mică - Valentina au fost deportate în Kazahstan, unde au executat ani grei de muncă forțată.
- În perioada 1941-1944 primarul Chițcanilor a fost Dionis Găină, fiul lui Ion Găină și fratele lui Vasile Găină. Pentru a nu împărtăși soarta tragică a fratelui său, în anul 1944, după reocuparea Basarabiei de către Uniunea Sovietică, s-a refugiat în România.
- În perioada 1940-1941, 1944-1956 mai mulți Chițcăneni au fost victime ale persecutărilor și deportărilor staliniste. Pe parcursul celui de al doilea război mondial din sat au fost mobilizați 214 bărbați, dintre care 71 și-au pierdut viața, majoritatea pe frontul de Vest - în Polonia, Ungaria, Germania.
- La 21 septembrie 1948 a început colectivizarea forțată a țăranilor chițcăneni, a fost înființat colhozul „Jdanov”, redenumit peste ani "Moldova". În Chițcanii Vechi locuiau 1821 de persoane, conform recensământului din 1 august 1949. Kolhozul din localitate realizase producție în valoare totală de 890 mii ruble, iar mijloacele sale fixe depășeau valoarea de 1,3 mln. ruble.
- Adunarea generală a locuitorilor din Chițcanii Vechi și Chițcanii Noi, la referendumul privind menținerea URSS, a votat împotrivă. Imperiul sovietic a dispărut, iar chițcănenii, prin votul lor, au decis să abandoneze trecutul, preferând un viitor mai bun pentru copiii lor înafara închisorii popoarelor.
- În anul 1992 fiica adoptivă a deputatului Sfatului Țării Andrei Găină, Iulia Coman a vizitat localitatea de baștină.
- În anul 1997, la Chișinău vede lumina tiparului cartea "Chițcani" scrisă de Tudor Gheorghe Țopa. Lansarea a avut loc și la casa de cultură din sat.

## Personalități
- Deputatul în Sfatul Țării Andrei Găină
- Academician Boris Găină
- Scriitorul Nicolae Esinencu
- Publicistul Tudor Gheorghe Țopa